# Miloš Milošević
Pour les articles homonymes, voir Milošević.
Miloš Milošević, né le 10 mai 1972, est un ancien nageur serbe de Croatie, spécialiste du papillon en bassin de 25 m.

## Principaux résultats

### Championnats du monde de natation

#### En petit bassin
- Championnats du monde 1993
  -  Médaille d'or du 100 m papillon (52 s 79)

### Championnats d'Europe de natation

#### En petit bassin
- Championnats d'Europe 1992
  -  Médaille de bronze du 50 m papillon (24 s 49)
- Championnats d'Europe 1993
  -  Médaille de bronze du relais 4 × 50 m nage libre (1 min 32 s 96)
- Championnats d'Europe 1996
  -  Médaille d'argent du relais 4 × 50 m nage libre (1 min 29 s 69)
- Championnats d'Europe 1998
  -  Médaille d'or du 50 m papillon (23 s 30)